# Santa María de Jesús
Santa María de Jesús é uma cidade da Guatemala do departamento de Sacatepéquez.